# Hälge
Hälge is een plaats in de gemeente, landschap en eiland Gotland en de provincie Gotlands län in Zweden. De plaats heeft 98 inwoners (2005) en een oppervlakte van 40 hectare.